# Sex and Breakfast
Sex and Breakfast (br: Sexo & Mentiras) é um filme estadunidense de 2007, uma comédia dirigida por Miles Brandman e estrelada por Macaulay Culkin, Alexis Dziena, Eliza Dushku e Kuno Becker.

## Elenco
- Macaulay Culkin - James
- Kuno Becker - Ellis
- Eliza Dushku - Renee
- Alexis Dziena - Heather
- Joanna Miles - Dr. Wellbridge
- Eric Lively - Charlie
- Jaime Ray Newman - Betty
- Tracie Thoms - Female Tenant
- Anita Gnan - Mickey
- Robert Carradine - Angry Driver
- John Pleshette - Older Man in Elevator
- Maree Cheatham - Older Woman in Elevator
- Vincent Jerosa - Brian
- Margaret Travolta - Gail